# 2005-ös sílövő-világbajnokság
A 2005-ös sílövő-világbajnokság egyéni, sprint, üldözőverseny, tömegrajtos és váltó versenyszámait március 4-e és 13-a között rendezték Ausztriában, Hochfilzenben, a vegyes váltók viadalát pedig március 20-án tartották Oroszországban, Hanti-Manszijszkban.

## Részt vevő nemzetek
| Egyesült Államok    |
| Argentína           |
| Ausztrália          |
| Ausztria            |
| Belgium             |
| Bosznia-Hercegovina |
| Bulgária            |
| Chile               |
| Csehország          |
| Észtország          |

| Fehéroroszország |
| Finnország       |
| Franciaország    |
| Görögország      |
| Grönland         |
| Horvátország     |
| Japán            |
| Kanada           |
| Kazahsztán       |
| Kína             |

| Dél-Korea          |
| Lengyelország      |
| Lettország         |
| Litvánia           |
| Magyarország       |
| Moldova            |
| Egyesült Királyság |
| Németország        |
| Norvégia           |
| Olaszország        |

| Oroszország           |
| Románia               |
| Spanyolország         |
| Svájc                 |
| Svédország            |
| Szerbia és Montenegró |
| Szlovákia             |
| Szlovénia             |
| Ukrajna               |
| 39 nemzet             |

## Éremtáblázat
| Hely     | Nemzet           | Arany | Ezüst | Bronz | Összesen |
| 1.       | Norvégia         | 5     | 0     | 1     | 6        |
| 2.       | Németország      | 3     | 4     | 3     | 10       |
| 3.       | Oroszország      | 2     | 4     | 2     | 8        |
| 4.       | Csehország       | 1     | 0     | 0     | 0        |
|          |                  |       |       |       |          |
| 5.       | Kína             | 0     | 2     | 0     | 2        |
| 6.       | Svédország       | 0     | 1     | 0     | 1        |
|          |                  |       |       |       |          |
| 7.       | Fehéroroszország | 0     | 0     | 2     | 2        |
| 8.       | Ausztria         | 0     | 0     | 1     | 1        |
| 8.       | Franciaország    | 0     | 0     | 1     | 1        |
| 8.       | Lettország       | 0     | 0     | 1     | 1        |
|          |                  |       |       |       |          |
| Összesen | Összesen         | 11    | 11    | 11    | 33       |

## Férfi

### Egyéni
A verseny időpontja: 2005. március 9.
| #     | Versenyző            | Lövőhiba (F+Á+F+Á) | Időeredmény | Hátrány  |
| ----- | -------------------- | ------------------ | ----------- | -------- |
| Arany | Roman Dostál         | 0+0+0+1            | 1:00:24.5   |          |
| Ezüst | Michael Greis        | 0+0+0+0            | 1:00:33.9   | +9.4     |
| Bronz | Ricco Groß           | 1+0+0+1            | 1:00:51.4   | +26.9    |
| 4.    | Sven Fischer         | 0+1+1+1            | 1:01:29.7   | +1:05.2  |
| 5.    | Tomasz Sikora        | 0+1+1+1            | 1:02:19.5   | +1:55.0  |
| 6.    | Ole Einar Bjørndalen | 1+1+0+3            | 1:02:26.2   | +2:01.7  |
| 7.    | Vesa Hietalahti      | 0+1+1+0            | 1:02:46.6   | +2:22.1  |
| 8.    | Raphaël Poirée       | 1+1+0+0            | 1:02:50.8   | +2:26.3  |
| 9.    | Michal Šlesingr      | 0+1+1+1            | 1:03:06.1   | +2:41.6  |
| 10.   | Wilfried Pallhuber   | 1+1+0+1            | 1:03:35.3   | +3:10.8  |
| ----  | ----                 | ----               | ----        | ----     |
| 89.   | Tagscherer Imre      | 1+0+0+3            | 1:13:52.8   | +13:28.3 |
| 103.  | Cseke Csaba          | 4+3+0+2            | 1:21:18.6   | +20:54.1 |
| 108.  | Tagscherer Zoltán    | 4+4+0+2            | 1:23:18.2   | +22:53.7 |

### Sprint
A verseny időpontja: 2005. március 5.
| #     | Versenyző            | Lövőhiba (F+Á) | Időeredmény | Hátrány |
| ----- | -------------------- | -------------- | ----------- | ------- |
| Arany | Ole Einar Bjørndalen | 1+0            | 24:37.5     |         |
| Ezüst | Sven Fischer         | 1+0            | 24:48.0     | +10.5   |
| Bronz | Ilmārs Bricis        | 0+0            | 25:01.5     | +24.0   |
| 4.    | Szergej Csepikov     | 0+1            | 25:03.8     | +26.3   |
| 5.    | Nyikolaj Kruglov     | 0+0            | 25:11.6     | +34.1   |
| 6.    | Michael Greis        | 1+0            | 25:19.4     | +41.9   |
| 7.    | Ricco Groß           | 0+1            | 25:26.9     | +49.4   |
| 8.    | Carl Johan Bergman   | 0+1            | 25:28.7     | +51.2   |
| 9.    | Tomasz Sikora        | 0+1            | 25:29.0     | +51.5   |
| 10.   | Vincent Defrasne     | 0+1            | 25:31.0     | +53.5   |
| ----  | ----                 | ----           | ----        | ----    |
| 86.   | Tagscherer Imre      | 1+1            | 28:49.3     | +4:11.8 |
| 101.  | Cseke Csaba          | 1+2            | 30:19.6     | +5:42.1 |
| 113.  | Tagscherer Zoltán    | 4+2            | 31:58.6     | +7:21.1 |

### Üldözőverseny
A verseny időpontja: 2005. március 6.
| #     | Versenyző            | Lövőhiba (F+Á+F+Á) | Időeredmény | Hátrány |
| ----- | -------------------- | ------------------ | ----------- | ------- |
| Arany | Ole Einar Bjørndalen | 0+1+1+1            | 36:41.4     |         |
| Ezüst | Szergej Csepikov     | 0+0+0+0            | 37:20.6     | +39.2   |
| Bronz | Sven Fischer         | 2+0+1+0            | 37:32.1     | +50.7   |
| 4.    | Nyikolaj Kruglov     | 0+0+0+1            | 37:52.5     | +1:11.1 |
| 5.    | Michael Greis        | 0+0+0+1            | 37:57.5     | +1:16.1 |
| 6.    | Ricco Groß           | 0+1+2+0            | 38:35.3     | +1:53.9 |
| 7.    | Vincent Defrasne     | 1+1+1+0            | 38:58.1     | +2:16.7 |
| 8.    | Andrij Derizemlja    | 0+2+2+1            | 39:11.0     | +2:29.6 |
| 9.    | Raphaël Poirée       | 0+0+2+2            | 39:13.9     | +2:32.5 |
| 10.   | Tomasz Sikora        | 1+1+3+0            | 39:15.0     | +2:33.6 |

### Tömegrajtos
A verseny időpontja: 2005. március 13.
| #     | Versenyző            | Lövőhiba (F+Á+F+Á) | Időeredmény | Hátrány |
| ----- | -------------------- | ------------------ | ----------- | ------- |
| Arany | Ole Einar Bjørndalen | 1+0+2+0            | 40:51.9     |         |
| Ezüst | Sven Fischer         | 0+1+1+1            | 41:03.8     | +11.0   |
| Bronz | Raphaël Poirée       | 0+0+1+1            | 41:12.5     | +20.6   |
| 4.    | Nyikolaj Kruglov     | 0+0+0+1            | 41:19.2     | +27.3   |
| 5.    | Tomasz Sikora        | 0+0+2+0            | 41:22.6     | +30.7   |
| 6.    | Andrij Derizemlja    | 2+0+0+0            | 41:25.1     | +33.2   |
| 7.    | Ricco Groß           | 0+1+1+0            | 41:26.4     | +34.5   |
| 8.    | Szergej Csepikov     | 0+0+1+1            | 41:28.6     | +36.7   |
| 9.    | Olekszandr Bilanenko | 0+0+0+0            | 41:29.6     | +37.7   |
| 10.   | Michael Greis        | 0+0+0+2            | 41:38.0     | +46.1   |

### Váltó
A verseny időpontja: 2005. március 12.
| #     | Versenyző                                                                                    | Lövőhiba (F+Á)                          | Időeredmény | Hátrány | #   | Versenyző                                                                                       | Lövőhiba (F+Á)                          | Időeredmény | Hátrány |
| ----- | -------------------------------------------------------------------------------------------- | --------------------------------------- | ----------- | ------- | --- | ----------------------------------------------------------------------------------------------- | --------------------------------------- | ----------- | ------- |
| Arany | Norvégia · Halvard Hanevold · Stian Eckhoff · Egil Gjelland · Ole Einar Bjørndalen           | 0+3 0+4 0+2 0+3 0+0 0+1 0+1 0+0 0+0 0+0 | 1:21:59.2   |         | 6.  | Németország · Alexander Wolf · Ricco Groß · Sven Fischer · Michael Greis                        | 1+8 1+6 1+3 0+3 0+2 1+3 0+3 0+0 0+0 0+0 | 1:23:58.3   | +1:59.1 |
| Ezüst | Oroszország · Sergei Rozhkov · Nyikolaj Kruglov · Pavel Rosztovcev · Szergej Csepikov        | 0+3 0+2 0+0 0+0 0+0 0+1 0+1 0+0 0+2 0+1 | 1:22:25.2   | +26.0   | 7.  | Svédország · David Ekholm · Björn Ferry · Mattias Nilsson · Carl Johan Bergman                  | 0+3 1+7 0+2 1+3 0+0 0+2 0+1 0+2 0+0 0+0 | 1:25:11.2   | +3:12.0 |
| Bronz | Ausztria · Daniel Mesotitsch · Friedrich Pinter · Wolfgang Rottmann · Christoph Sumann       | 0+0 0+4 0+0 0+2 0+0 0+0 0+0 0+1 0+0 0+1 | 1:22:42.5   | +43:3   | 8.  | Lengyelország · Wieslaw Ziemianin · Grzegorz Bodziana · Tomasz Sikora · Krzysztof Pływaczyk     | 0+1 1+8 0+0 0+2 0+0 1+3 0+0 0+2 0+1 0+1 | 1:25:31.0   | +3:31.8 |
| 4.    | Fehéroroszország · Aljakszandr Sziman · Szjarhej Novikav · Rusztam Valiulin · Oleg Ryzhenkov | 0+1 1+6 0+0 0+1 0+0 0+0 0+0 0+2 0+1 1+3 | 1:22:58.4   | +59.2   | 9.  | Olaszország · Christian De Lorenzi · Rene Laurent Vuillermoz · Wilfried Pallhuber · Paolo Longo | 0+6 1+7 0+3 0+1 0+1 0+0 0+1 1+3 0+1 0+3 | 1:25:57.2   | +3:58.0 |
| 5.    | Franciaország · Julien Robert · Vincent Defrasne · Ferréol Cannard · Raphaël Poirée          | 0+0 0+4 0+0 0+1 0+0 0+0 0+0 0+2         | 1:23:44.4   | +1:45.2 | 10. | Ukrajna · Vjacseszlav Derkacs · Olekszandr Bilanenko · Alexei Korobeynikov · Andrij Derizemlja  | 0+5 2+7 0+2 0+1 0+1 0+0 0+2 2+3 0+0 0+3 | 1:26:01.2   | +4:02.0 |

## Női

### Egyéni
A verseny időpontja: 2005. március 8.
| #     | Versenyző             | Lövőhiba (F+Á+F+Á) | Időeredmény | Hátrány |
| ----- | --------------------- | ------------------ | ----------- | ------- |
| Arany | Andrea Henkel         | 0+1+0+0            | 52:37.5     |         |
| Ezüst | Sun Ribo              | 0+1+0+1            | 53:07.7     | +30.2   |
| Bronz | Linda Tjørhom         | 1+0+0+0            | 53:11.8     | +34.3   |
| 4.    | Sandrine Bailly       | 0+1+1+1            | 53:19.0     | +41.5   |
| 5.    | Ekaterina Dafovska    | 0+1+0+1            | 53:21.7     | +44.2   |
| 6.    | Olga Pileva           | 1+0+0+1            | 53:29.8     | +52.3   |
| 7.    | Anna Bogalij-Tyitovec | 1+0+0+1            | 53:54.0     | +1:16.5 |
| 8.    | Anna Carin Olofsson   | 0+2+0+2            | 54:42.1     | +2:04.6 |
| 9.    | Okszana Hvosztenko    | 0+0+1+1            | 54:51.0     | +2:13.5 |
| 10.   | Szvetlana Ismuratova  | 0+0+1+2            | 54:54.2     | +2:16.7 |

### Sprint
A verseny időpontja: 2005. március 5.
| #     | Versenyző               | Lövőhiba (F+Á) | Időeredmény | Hátrány |
| ----- | ----------------------- | -------------- | ----------- | ------- |
| Arany | Uschi Disl              | 0+0            | 21:58.6     |         |
| Ezüst | Olga Zajceva            | 0+0            | 22:02.1     | +3.5    |
| Bronz | Olena Zubrilova         | 0+0            | 22:25.2     | +26.6   |
| 4.    | Sandrine Bailly         | 0+2            | 22:32.7     | +34.1   |
| 5.    | Liu Xianying            | 0+1            | 22:33.3     | +34.7   |
| 6.    | Olga Pileva             | 0+1            | 22:42.4     | +43.8   |
| 7.    | Anna Bogalij-Tyitovec   | 1+1            | 22:47.6     | +49.0   |
| 8.    | Okszana Hvosztenko      | 0+1            | 22:51.8     | +53.2   |
| 9.    | Florence Baverel-Robert | 0+0            | 23:02.3     | +1:03.7 |
| 10.   | Anna Carin Olofsson     | 0+1            | 23:08.1     | +1:09.5 |
| ----  | ----                    | ----           | ----        | ----    |
| 90.   | Gottschall Zsófia       | 1+1            | 28:08.6     | +6:10.0 |

### Üldözőverseny
A verseny időpontja: 2005. március 6.
| #     | Versenyző               | Lövőhiba (F+Á+F+Á) | Időeredmény | Hátrány |
| ----- | ----------------------- | ------------------ | ----------- | ------- |
| Arany | Uschi Disl              | 1+0+2+1            | 33:32.5     |         |
| Ezüst | Liu Xianjing            | 0+1+1+2            | 33:50.4     | +17.9   |
| Bronz | Olga Zajceva            | 0+1+1+2            | 34:13.1     | +40.6   |
| 4.    | Olga Pileva             | 3+0+0+1            | 34:22.0     | +49.5   |
| 5.    | Anna Bogalij-Tyitovec   | 2+0+0+2            | 34:24.4     | +51.9   |
| 6.    | Anna Carin Olofsson     | 1+0+0+3            | 34:26.0     | +53.6   |
| 7.    | Katrin Apel             | 1+0+1+1            | 34:36.8     | +1:04.3 |
| 8.    | Florence Baverel-Robert | 0+0+2+0            | 34:41.7     | +1:09.2 |
| 9.    | Sandrine Bailly         | 0+2+2+2            | 34:53.0     | +1:20.5 |
| 10.   | Gro Marit Kristiansen   | 0+0+2+2            | 35:01.4     | +1:28.9 |

### Tömegrajtos
A verseny időpontja: 2005. március 13.
| #     | Versenyző             | Lövőhiba (F+Á+F+Á) | Időeredmény | Hátrány |
| ----- | --------------------- | ------------------ | ----------- | ------- |
| Arany | Gro Marit Kristiansen | 0+1+0+3            | 41:40.3     |         |
| Ezüst | Anna Carin Olofsson   | 0+1+1+1            | 41:44.0     | +3.7    |
| Bronz | Olga Piljova          | 1+1+1+0            | 41:48.7     | +8.4    |
| 4.    | Liu Xianjing          | 2+1+1+0            | 41:53.0     | +12.7   |
| 5.    | Kati Wilhelm          | 1+0+1+1            | 41:58.0     | +17.7   |
| 6.    | Kong Yingchao         | 2+2+0+0            | 42:01.5     | +21.2   |
| 7.    | Andrea Henkel         | 0+0+2+1            | 42:19.0     | +38.7   |
| 8.    | Okszana Hvosztenko    | 1+1+0+1            | 42:45.7     | +1:05.4 |
| 9.    | Sandrine Bailly       | 2+0+2+1            | 42:56.6     | +1:16.3 |
| 10.   | Uschi Disl            | 1+1+4+0            | 42:59.3     | +1:19.0 |

### Váltó
A verseny időpontja: 2005. március 11.
| #     | Versenyző                                                                                          | Lövőhiba (F+Á)                          | Időeredmény | Hátrány | #   | Versenyző                                                                              | Lövőhiba (F+Á)                          | Időeredmény | Hátrány |
| ----- | -------------------------------------------------------------------------------------------------- | --------------------------------------- | ----------- | ------- | --- | -------------------------------------------------------------------------------------- | --------------------------------------- | ----------- | ------- |
| Arany | Oroszország · Olga Pileva · Szvetlana Ismuratova · Anna Bogalij-Tyitovec · Olga Zajceva            | 0+6 0+1 0+1 0+0 0+2 0+1 0+0 0+0 0+3 0+0 | 1:13:44.4   |         | 6.  | Szlovákia · Anna Murinova · Martina Halinarova · Marcela Pavkovcekova · Sona Mihokova  | 0+2 0+3 0+0 0+1 0+1 0+0 0+0 0+1 0+1 0+1 | 1:15:35.9   | +1:51.5 |
| Ezüst | Németország · Uschi Disl · Katrin Apel · Andrea Henkel · Kati Wilhelm                              | 0+8 1+4 0+3 1+3 0+2 0+0 0+1 0+0 0+2 0+1 | 1:14:25.8   | +41.4   | 7.  | Ukrajna · Oksana Yakovleva · Irina Tananaiko · Nina Lemesh · Okszana Hvosztenko        | 0+3 1+5 0+1 0+1 0+0 0+0 0+2 0+1 0+0 1+3 | 1:15:52.1   | +2:07.7 |
| Bronz | Fehéroroszország · Ekaterina Vinogradova · Volha Nazarava · Ljudmila Ananyko · Olena Zubrilova     | 0+0 1+9 0+0 1+3 0+0 0+2 0+0 0+1 0+0 0+3 | 1:14:37.6   | +53.2   | 8.  | Szlovénia · Teja Gregorin · Dijana Grudicek · Andreja Mali · Tadeja Brankovič          | 0+6 0+3 0+0 0+0 0+2 0+0 0+2 0+3         | 1:15:53.0   | +2:08.6 |
| 4.    | Franciaország · Delphyne Peretto · Florence Baverel-Robert · Anne-Laure Mignerey · Sandrine Bailly | 0+3 0+1 0+0 0+1 0+0 0+0 0+2 0+0 0+1 0+0 | 1:15:08.1   | +1:23.7 | 9.  | Bulgária · Radka Popowa · Pawlina Filipowa · Nina Kadewa · Ekaterina Dafowska          | 0+2 1+6 0+1 1+3 0+0 0+1 0+1 0+0 0+0 0+2 | 1:15:59.4   | +2:15.0 |
| 5.    | Norvégia · Tora Berger · Liv Kjersti Eikeland · Gro Marit Istad Kristiansen · Linda Tjørhom        | 0+3 2+7 0+0 0+3 0+1 2+3 0+2 0+1 0+0 0+0 | 1:15:18.8   | +1:34.3 | 10. | Csehország · Lenka Faltusova · Zdeňka Vejnarová · Irena Česneková · Kateřina Holubcová | 0+1 0+3 0+0 0+1 0+1 0+0 0+0 0+1         | 1:16:06.4   | +2:51.5 |

## Vegyes váltó
A verseny időpontja: 2005. március 20.
| #     | Versenyző                                                                                   | Lövőhiba (F+Á)                          | Időeredmény | Hátrány | #   | Versenyző                                                                                       | Lövőhiba (F+Á)                          | Időeredmény | Hátrány |
| ----- | ------------------------------------------------------------------------------------------- | --------------------------------------- | ----------- | ------- | --- | ----------------------------------------------------------------------------------------------- | --------------------------------------- | ----------- | ------- |
| Arany | Oroszország I · Olga Pileva · Szvetlana Ismuratova · Ivan Cserezov · Nyikolaj Kruglov       | 0+5 0+4 0+1 0+2 0+2 0+0 0+1 0+0 0+1 0+2 | 1:13:24.16  |         | 6.  | Franciaország I · Sandrine Bailly · Florence Baverel-Robert · Vincent Defrasne · Raphaël Poirée | 1+3 0+6 0+0 0+2 0+0 0+0 1+3 0+3 0+0 0+1 | 1:14:32.0   | +1:07.9 |
| Ezüst | Oroszország II · Anna Bogalij-Tyitovec · Olga Zajceva · Szergej Csepikov · Sergei Rozhkov   | 1+4 0+3 0+0 0+0 1+3 0+0 0+0 0+0 0+1 0+3 | 1:13:31.4   | +7.3    | 7.  | Ukrajna · Oksana Yakovleva · Nina Lemesh · Andrij Derizemlja · Vjacseszlav Derkacs              | 0+5 0+7 0+0 0+0 0+2 0+3 0+1 0+3 0+2 0+1 | 1:14:34.2   | +1:10.1 |
| Bronz | Németország I · Uschi Disl · Kati Wilhelm · Michael Greis · Ricco Groß                      | 1+5 0+10 1+3 0+3 0+1 0+2 0+0 0+3        | 1:13:58.3   | +34.2   | 8.  | Lengyelország · Krystyna Pałka · Magdalena Gwizdoń · Wiesław Ziemianin · Tomasz Sikora          | 0+5 0+4 0+0 0+0 0+1 0+3 0+1 0+0 0+3 0+1 | 1:14:47.1   | +1:23.0 |
| 4.    | Csehország · Kateřina Holubcová · Irena Česneková · Roman Dostál · Michal Šlesingr          | 0+2 1+4 0+0 0+0 0+0 0+1 0+0 0+0 0+2 1+3 | 1:14:00.1   | +36.0   | 9.  | Szlovénia I · Teja Gregorin · Tadeja Brankovič-Likozar · Janez Ožbolt · Janez Marič             | 0+3 2+7 0+0 0+3 0+0 0+0 0+1 0+1 0+2 2+3 | 1:16:13.1   | +2:49.0 |
| 5.    | Franciaország II · Delphyne Peretto · Anne-Laure Mignerey · Julien Robert · Ferréol Cannard | 0+5 0+4 0+1 0+0 0+1 0+1 0+0 0+3 0+3 0+0 | 1:14:10.0   | +45.9   | 10. | Norvégia · Tora Berger · Liv-Kjersti Eikeland · Halvard Hanevold · Stian Eckhoff                | 0+4 3+8 0+3 0+2 0+0 2+3 0+0 0+0 0+1 1+3 | 1:16:36.1   | +3:12.0 |